# Color (japoński zespół muzyczny)
COLOR – japoński punkowy zespół visual kei założony w 1985 roku przez Dynamite Tommy, który założył wytwórnię Free-Will rok później. Zespół jest uważany za istotny w tworzeniu stylu visual kei. Wydali kilka albumów przez wytwórnię Nippon Crown, takich jak Ask the Angels, Extremism, i Color Live! Shock Treatment and Rebirth.

## Członkowie

### Obecni
- Hiroshi „Dynamite Tommy” Tomioka – wokal (1985–1995, 2003, 2008)
- Tatsuya – gitara (1986–1995, 2003, 2008)
- Cindy – gitara (1986–1995, 2003, 2008)
- Marry – gitara basowa (1988–1995)†
- Toshi – perkusja (1988–1995, 2003, 2008)

### Byli
- Iku – wokal (1985)
- Bell – gitara basowa (1985)
- Hide – perkusja (1985)
- Ikuo – gitara basowa (–1986)
- Hideki – perkusja (–1986)
- Takahashi – perkusja (–1988)
- Remmy – gitara basowa (–1988), wspierający basista (14 czerwca 2008)
- Den – wspierający basista (14 czerwca 2003)

## Dyskografia

### Single
- Molt Grain (23 marca 1987)
- Sandbag Baby I (23 listopada 1988)
- Sandbag Baby Ⅱ (26 listopada 1988)
- Broken Tavern (6 czerwca 1989)
- Back Tonight 5th Moon (21 lutego 1990)
- Some Become Stranger (21 sierpnia 1990)
- The Exhibition (21 lipca 1991)

### Albumy
- Gekitotsu (jap. 激突) (21 stycznia 1988)
- Fools! Get Lucky!! (8 marca 1989)
- Ask the Angels (5 grudnia 1989)
- Extremism: Best of Color (16 marca 1991)
- Color Live! Shock Treatment and Rebirth (21 sierpnia 1991)
- Cherry’s World (15 lipca 1992)
- Remind (25 grudnia 1992)
- Galaxy (październik 1994)

### Inne albumy
- Extremism: Best of Color (16 marca 1991, składanka)
- Color Live! Shock Treatment and Rebirth (21 sierpnia 1991, album koncertowy)
- The Best (16 grudnia 1996, składanka)
- Memoir 5 (jap. 回顧録5) (14 września 2005, tribute album)

### Wideo
- Shock Treatment (7 października 1989)
- Overwhelming Superiority (21 maja 1990)
- Rebirth (jap. 大復活) (16 grudnia 1990)
- Land of Revolution (21 maja 1991)
- The Exhibition (17 lipca 1991)